# 綾之町停留場
綾之町停留場（日语：／ Ayanochō teiryūjō */?）是一個位於日本大阪府堺市堺區錦之町西1丁，屬於阪堺電氣軌道阪堺線的停留場。車站編號為HN18。

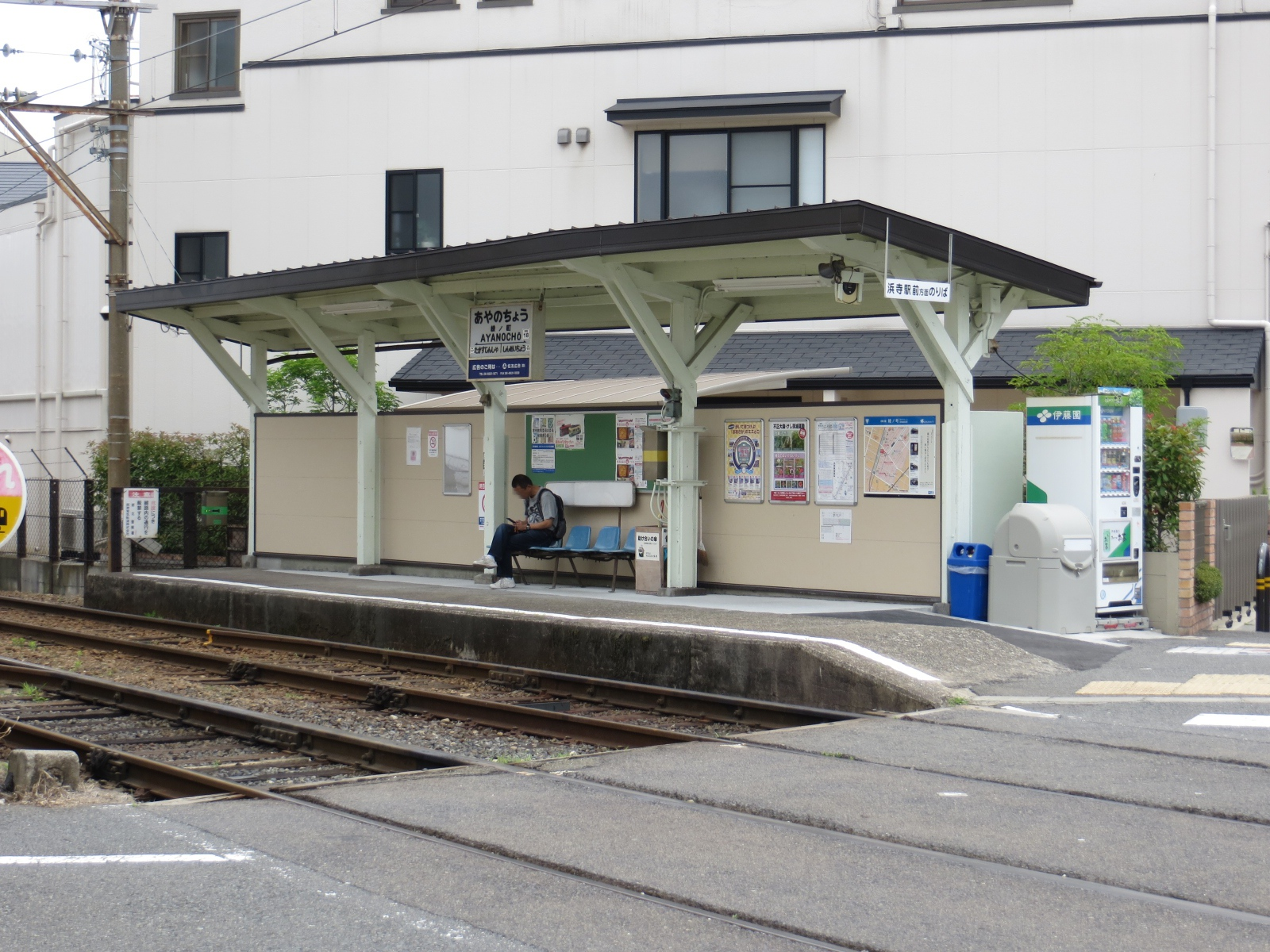
往濱寺方向的月台（2013年6月）

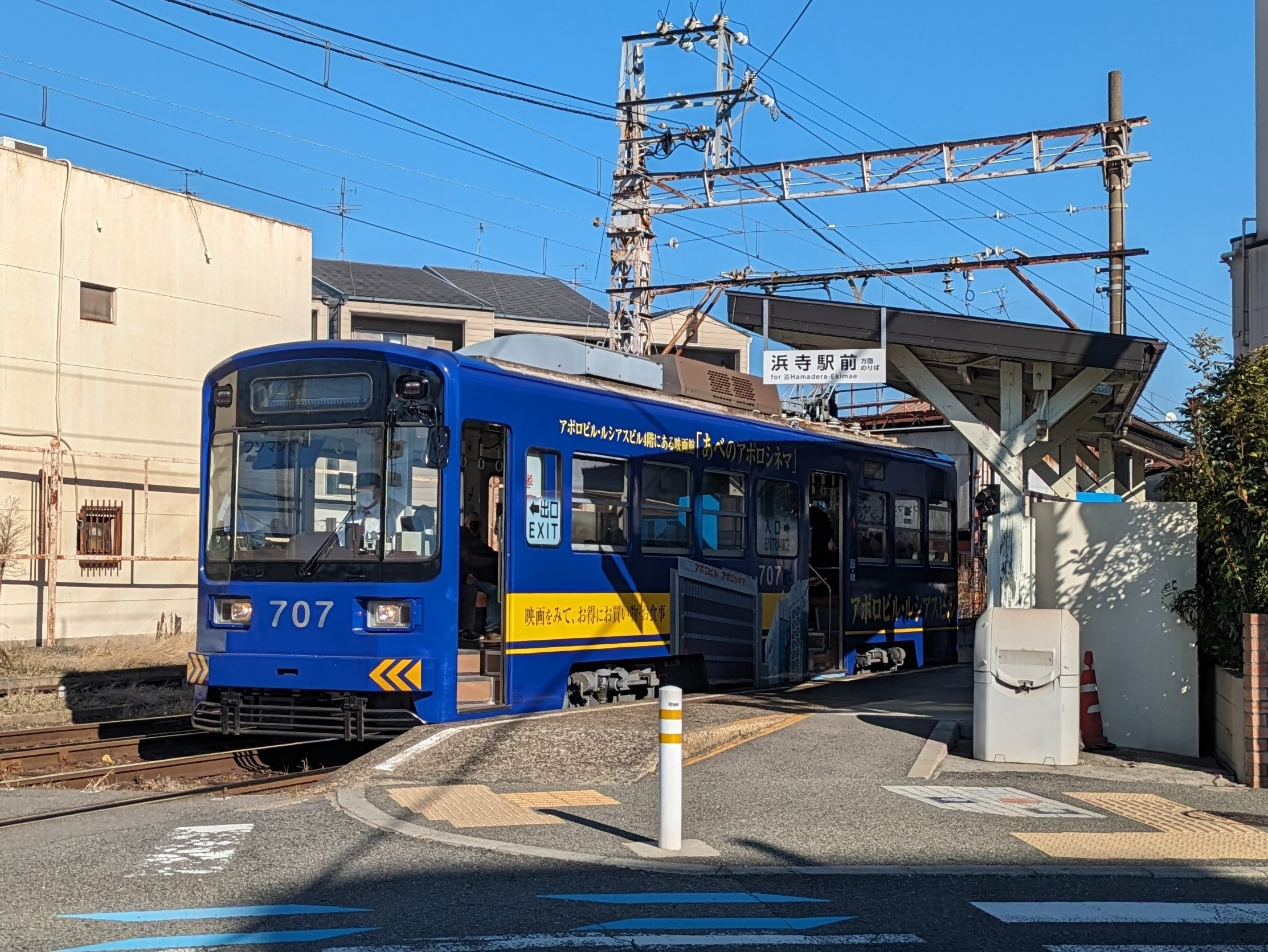
進站中的電車（2024年1月）

## 車站構造
夾著平交道2面2線的地面車站。

## 相鄰停留場
阪堺電氣軌道
■阪堺線
高須神社（HN17）－綾之町（HN18）－神明町（HN19）